# Новий Сьлешув
Новий Сьлешув (пол. Nowy Śleszów) — село в Польщі, у гміні Журавіна Вроцлавського повіту Нижньосілезького воєводства.
Населення — 70 осіб (2011).
У 1975-1998 роках село належало до Вроцлавського воєводства.

## Демографія
Демографічна структура станом на 31 березня 2011 року:
|          | Загалом | Допрацездатний вік | Працездатний вік | Постпрацездатний вік |
| -------- | ------- | ------------------ | ---------------- | -------------------- |
| Чоловіки | 34      | 10                 | 19               | 5                    |
| Жінки    | 36      | 6                  | 17               | 13                   |
| Разом    | 70      | 16                 | 36               | 18                   |